# 나마무기역
나마무기역(일본어: 生麦駅、なまむぎえき, 영어: Namamugi Station)은 일본 가나가와현 요코하마시 쓰루미구에 위치한 철도역이다.

## 역 구조
| 1·2 | ■ 본선 | 요코하마·미사키구치 방면  |
| 3   | ■ 본선 | 하네다 공항·시나가와 방면 |

## 역세권 정보
- 요코하마 상과 대학 쓰루미 캠퍼스
- 법정 대학 여자 고등학교
- 요코하마 시립 나마무기 소·중학교
- 요코하마 시영 버스 쓰루미 영업소
- 국도 제15호선
- 기린 맥주 요코하마 공장

## 역사
- 1900년 12월 24일: 영업 개시.
- 1967년 11월: 교상역이 됨.
- 1991년: 대피선 설치 공사 착수.
- 1994년 4월 25일: 하행 대피선 사용 개시.
- 1999년 7월 31일: 시간표 개정에 의해, 보통열차만의 정차역이 됨.
- 2009년 8월 1일: 역 멜로디 도입.
- 2012년 3월: 역 멜로디가 변경됨.

## 사진

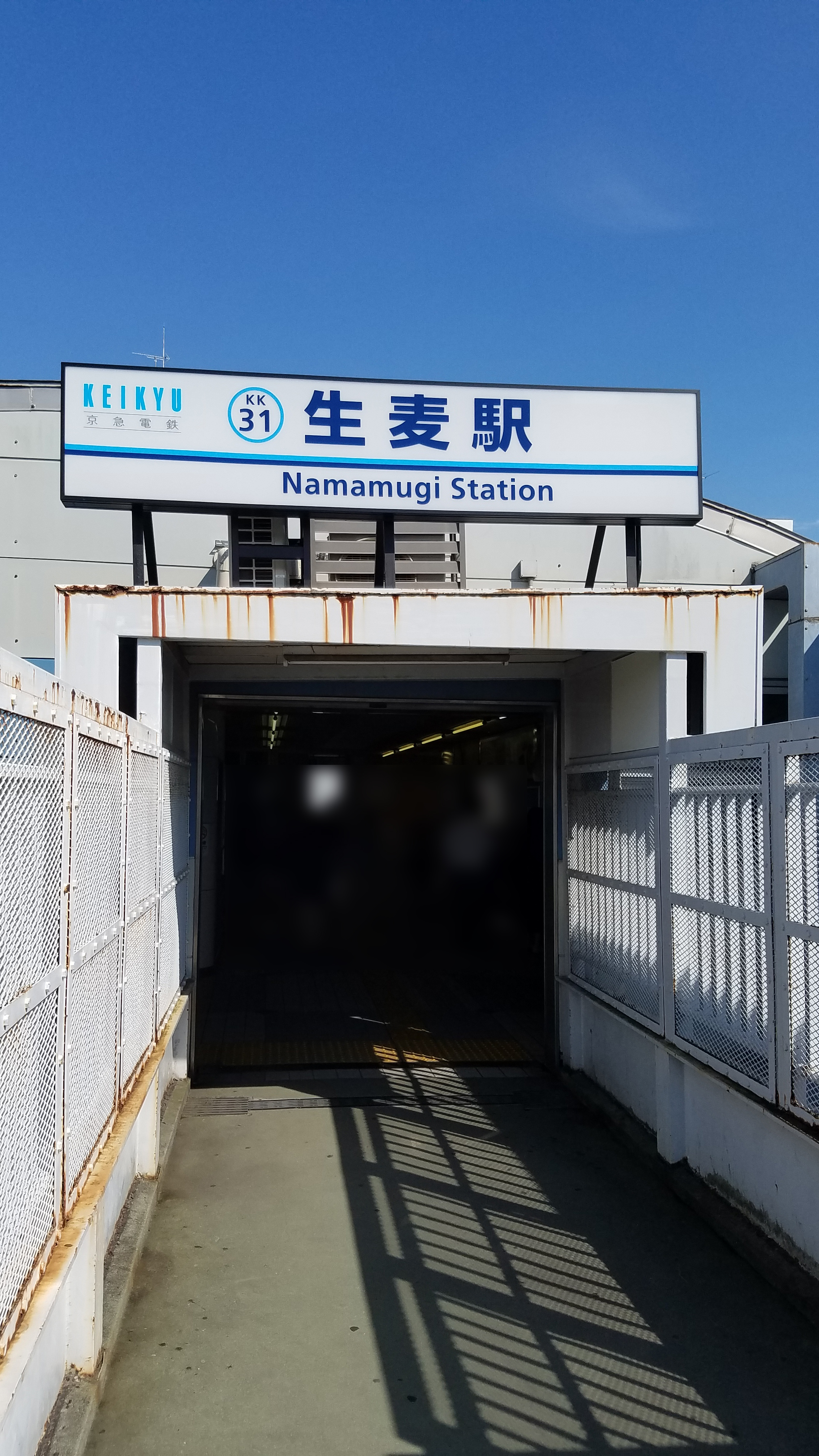
서쪽 출입구
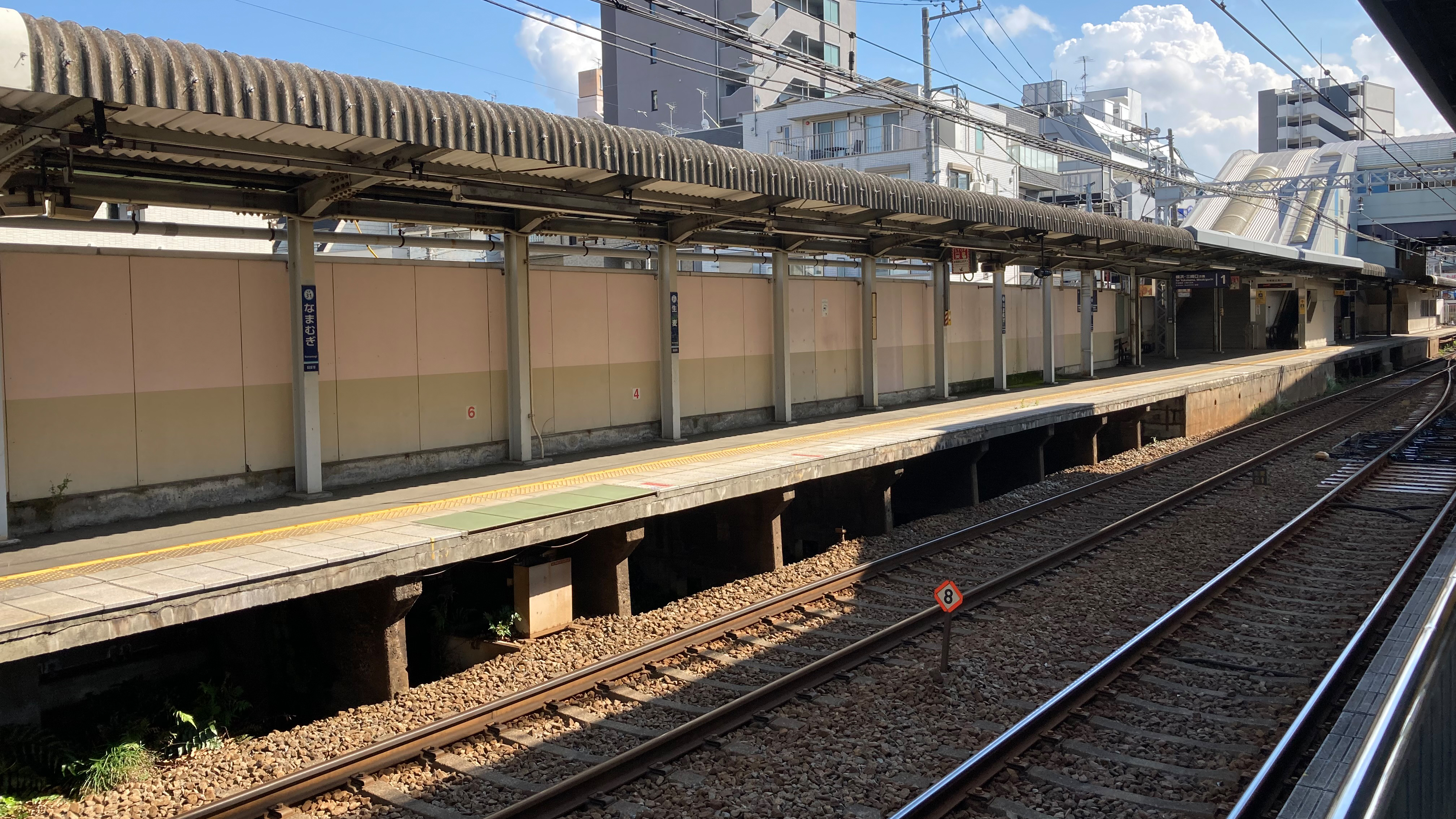
1번 승강장
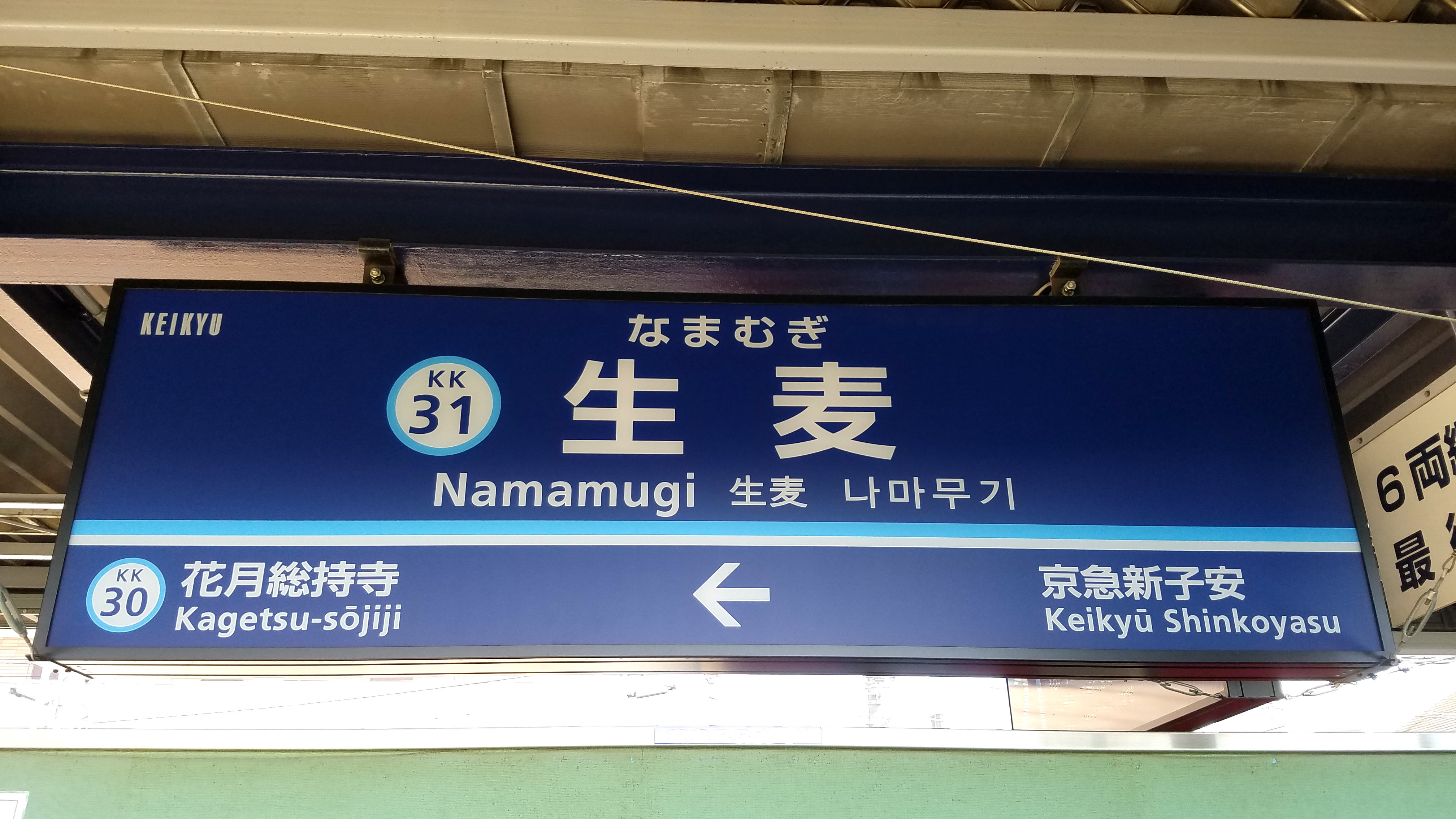
역명판

## 인접역
| 게이힌 급행 전철 ■ 본선         | 게이힌 급행 전철 ■ 본선 | 게이힌 급행 전철 ■ 본선          |
| ------------------------------- | ----------------------- | -------------------------------- |
| KK30 가게쓰소지지 시나가와 방면 | ■ 보통                  | 게이큐 신코야스 KK32 우라가 방면 |